# Renata Piestrzyńska
Renata Piestrzyńska, z domu Szczygieł (ur. 26 marca 1974 w Pabianicach) – polska koszykarka, grająca na pozycjach niskiej i silnej skrzydłowej.

## Życiorys
Jest wychowanką MKS Pabianice, z którego w 1990 roku, jak cała pabianicka koszykarska młodzież, przeszła do ówczesnego Mistrza Polski - Włókniarza Pabianice. W tym klubie spędziła prawie całą swoją karierę. W sezonie 2000/2001 grała w rozgrywkach o Puchar im. Liliany Ronchetti. W trakcie sezonu poszła na urlop macierzyński, gdzie urodziła swoją drugą córkę Julię, a osłabiony zespół przegrał awans do ćwierćfinału w Zaporożu. Po powrocie na parkiety Piestrzyńska spisywała się bardzo dobrze, co zaowocowało, w 2003 roku, powołaniem do Reprezentacji Polski przygotowującej się do Mistrzostw Starego Kontynentu. Na turnieju była jedną z podstawowych zawodniczek polskiego zespołu. W 2005 roku zawodniczka wyjechała do Chełma i podpisała kontrakt z zespołem Meblotapu. Jednak po kilkunastu meczach przerwała sezon, by po raz trzeci w karierze pójść na urlop macierzyński. W 2006 roku wróciła do Pabianic, gdzie nadal gra. Od 2009 roku wraz z zespołem gra na zapleczu ekstraklasy.

## Osiągnięcia
Na podstawie, o ile nie zaznaczono inaczej.
Drużynowe
- 2-krotna mistrzyni Polski (1991, 1992)
- 6-krotna wicemistrzyni Polski (1993, 1994, 2000–2003)
- 3-krotna brązowa medalistka mistrzostw Polski (1997, 1999, 2004)
- Zdobywczyni pucharu Polski (1999, 2000)
- Finalistka pucharu Polski (2004)
- Awans do PLKK (2008, 2012)
- Uczestniczka rozgrywek:
  - Pucharu Ronchetti (1994/95, 1998–2001)
  - Euroligi (1991–1993 – TOP 12, 2002/03)

Indywidualne
- Uczestniczka meczu gwiazd PLKK (2003 – Starogard Gdański, 2003 – Rzeszów)

Reprezentacja
- Brązowa medalistka mistrzostw:
  - Europy U–18 (1992)
  - świata U–19 (1993)
- Uczestniczka 
  - mistrzostw Europy:
    - 2003 – 4. miejsce
    - U–16 (1989 – 10. miejsce, 1991 – 7. miejsce)

  - kwalifikacji do Eurobasketu (1997, 2005)